# 永井利樹
永井 利樹（ながい としき、1993年10月2日生）は、日本の実業家。ウィリアム・アンド・カンパニー株式会社（戦略コンサルティングファーム）の代表取締役社長を務める。

## 経歴・人物
広島出身。
ハンガリー国立センメルワイス大学医学部に進学するも中退。その後マッキンゼー出身の大前研一氏が学長を務めるビジネス・ブレイクスルー大学に進学。
2014年9⽉よりフリーコンサルタントとして、主に、アパレル/飲⾷/IT 業界の業務改善、新規事業開発、海外進出⽀援に携わる。
2016年1月にコンサルティング会社である株式会社サーキュレーションに入社。
大手企業向けに、新規事業・マーケティング等の戦略案件に従事。
2019年3⽉に退社し、2019年4⽉に戦略コンサルティング会社であるウィリアム・アンド・カンパニー株式会社を設⽴。
2022年1月26日よりダブルアンド名義でYouTubeを開設。主に対決系動画を配信している。初回は社長（としき）と社員（けーすけ）の2人だったが、現在は新メンバー加入し、メンバーはとしき、けーすけ、ぱんだ、うまー、あべちゃんの5人となっている。